# Кубок Македонії з футболу 2006—2007
Кубок Македонії з футболу 2006–2007 — 15-й розіграш кубкового футбольного турніру в Македонії. Титул вп'яте здобув Вардар.

## Календар
| Раунд       | Дата                      | Матчі | Клуби   |
| ----------- | ------------------------- | ----- | ------- |
| 1/16 фіналу | 30 липня 2006             | 16    | 32 → 16 |
| 1/8 фіналу  | 20 вересня/18 жовтня 2006 | 16    | 16 → 8  |
| 1/4 фіналу  | 1/29 листопада 2006       | 8     | 8 → 4   |
| 1/2 фіналу  | 11 квітня/2 травня 2007   | 4     | 4 → 2   |
| Фінал       | 24 травня 2007            | 1     | 2 → 1   |

## 1/16 фіналу
| Команда 1                 | Рахунок      | Команда 2               |
| ------------------------- | ------------ | ----------------------- |
| 30 липня 2006             |              |                         |
| Тиквеш (3)                | 0:5          | Македонія Гьорче Петров |
| Бабуна (3)                | 0:6          | Маджарі Солідарност (2) |
| Локомотива (Скоп'є) (3)   | 1:6          | Ренова                  |
| Ілінден (2)               | 2:1          | Сілекс                  |
| Тіверія (3)               | 0:6          | Пелістер                |
| Осогово (3)               | 0:2          | Башкімі                 |
| Брегальниця (Делчево) (3) | -:+          | Шкендія                 |
| Металург (Скоп'є) (2)     | 3:0          | Беласиця (Струмиця) (2) |
| Дріта (Боговіньє) (3)     | 0:0 пен. 5:3 | Караорман (2)           |
| 11 Октомврі (3)           | 0:6          | Вардар (Скоп'є)         |
| Новаці (3)                | 0:2          | Работнічкі              |
| Тетекс (2)                | 2:2 пен. 3:4 | Брегальниця (Штип)      |
| Гостивар (3)              | 2:1          | Напредок                |
| Турново (2)               | 1:3          | Побєда                  |
| Мілано (Куманово) (2)     | 2:1          | Влазрімі                |
| Дойранско Езеро (3)       | 2:3          | Цементарниця 55 (2)     |

## 1/8 фіналу
| Команда 1                 | Заг. | Команда 2             | 1-й матч | 2-й матч |
| ------------------------- | ---- | --------------------- | -------- | -------- |
| 20 вересня/18 жовтня 2006 |      |                       |          |          |
| Побєда                    | 3:0  | Шкендія               | 2:0      | 1:0      |
| Вардар (Скоп'є)           | 5:1  | Металург (Скоп'є) (2) | 4:1      | 1:0      |
| Дріта (Боговіньє) (3)     | 4:2  | Брегальниця (Штип)    | 3:0      | 1:2      |
| Гостивар (3)              | 3:6  | Ренова                | 1:4      | 2:2      |
| Мілано (Куманово) (2)     | 4:3  | Башкімі               | 2:1      | 2:2      |
| Работнічкі                | 8:1  | Ілінден (2)           | 4:0      | 4:1      |
| Македонія Гьорче Петров   | 0:2  | Цементарниця 55 (2)   | 0:2      | 0:0      |
| Маджарі Солідарност (2)   | 2:4  | Пелістер              | 2:2      | 0:2      |

## 1/4 фіналу
| Команда 1             | Заг.    | Команда 2             | 1-й матч | 2-й матч |
| --------------------- | ------- | --------------------- | -------- | -------- |
| 1/29 листопада 2006   |         |                       |          |          |
| Вардар (Скоп'є)       | 4:2     | Цементарниця 55 (2)   | 4:1      | 0:1      |
| Дріта (Боговіньє) (3) | 3:7     | Побєда                | 2:1      | 1:6      |
| Пелістер              | 2:2 (ч) | Ренова                | 0:1      | 2:1      |
| Работнічкі            | 1:2     | Мілано (Куманово) (2) | 1:1      | 0:1      |

## 1/2 фіналу
| Команда 1               | Заг. | Команда 2             | 1-й матч | 2-й матч |
| ----------------------- | ---- | --------------------- | -------- | -------- |
| 11 квітня/2 травня 2007 |      |                       |          |          |
| Вардар (Скоп'є)         | 3:2  | Пелістер              | 2:1      | 1:1      |
| Побєда                  | 3:1  | Мілано (Куманово) (2) | 2:1      | 1:0      |

## Фінал
| 24 травня 2007 |

| Побєда      | 1:2      | Вардар (Скоп'є)            |
| ----------- | -------- | -------------------------- |
| Неджипі 72' | Протокол | Кировський 22' Вандеїр 27' |

| Градський стадіон, Скоп'є Глядачів: 5 000 Арбітр: Александар Ставрев |